# Gabriaç
Gabriaç (en francès Gabrias) és un municipi francès situat al departament del Losera i a la regió d'Occitània.